# عايد عمرو
عايد رشيد محمد عمرو (3 يونيو 1959 – 6 ديسمبر 2008)، ولقبه الأدبي «الذئب»، هو كاتب وصحافي وأديب ومؤرخ فلسطيني، وُلِد في مدينة طولكرم الفلسطينية، يُعد واحدًا من أبرز الأسماء الأدبية الفلسطينية، وأحد أبرز الكُتاب والصحافيين الفلسطينيين الذين كان لهم علامة بارزة في القضية الفلسطينية؛ إذ كان أبرز من وثق التاريخ الشفوي للأدب الفلسطيني والثورة الفلسطينية ومعاركها، ويُعرف بأنه من "سدنة التراث الفلسطيني".

## سيرته
وُلِدَ عايد رشيد محمد عمرو في مدينة طولكرم الفلسطينية بالضفة الغربية بتاريخ 3 يونيو 1959. انضم إلى الثورة الفلسطينية المعاصرة ضمن حركة فتح وجيش التحرير الفلسطيني، فكان أحد مُناضلي كتيبة بدر، وكان مقاتلًا ضمن صفوف حركة فتح أثناء حصار بيروت عام 1982، وعمل مراسلًا عسكريًا لمجلة الكرامة العسكرية التي كانت تصدر عن جيش التحرير الفلسطيني في عمان خلال الفترة الواقعة بين الأعوام 1978 و1994.
بعد تأسيس السلطة الوطنية الفلسطينية عقب اتفاقية أوسلو عام 1993 عاد إلى الضفة الغربية، وعمل رئيسًا للقسم الثقافي في صحيفة الحياة الجديدة التي مقرها رام الله، كما عمل في إعلام حركة فتح وعمل محررًا ثقافيًا لوكالة معًا الإخبارية، ومراسلًا ثقافيًا لعدة صحف في دمشق وعمان وبغداد ولندن، وكان أحد مُؤسسي "جماعة الفينيق الثقافية"، وأحد أهم من انشغلوا بتوثيق التاريخ الشفوي للثورة الفلسطينية والأدب الفلسطيني، وشارك في مؤتمراتٍ محلية وعربية ودولية عديدة.

## مؤلفاته
له العديد من المُؤلفات أبرزها:
- "حركة تحرير أرتيريا"، مجلة الكرامة، عام 1978.[3]

- "اليهود يعودون إلى خيبر تحت الخوذة الأميركية"، مجلة الكرامة، عام 1990.[3]

- "الحركة الوطنية في فلسطين 1936–1948: الناصرة وقضائها – تاريخ شفوي"، بالاشتراك مع المؤرخ مصطفى الأسعد، مجلة كنعان، رام الله.[3]

- "الحركة الوطنية في فلسطين 1936–1948: حيفا وقضائها – تاريخ شفوي"، مجلة الميلاد، رام الله.[3]

- "الذكرى الستون للنكبة: هكذا ضاعت فلسطين"، ملف نُشر في جريدة الحياة الجديدة.[3]

- "معركة الكرامة"، من ثلاث طبعات.[3]

- "معركة الحزام الأخضر".[3]

- "أهم المجلات الثقافية في فلسطين في مائة عام: 1905–2005".[3]

- "المشروع الثقافي الفلسطيني في الألفية الثالثة".[3]

- "جيش التحرير الفلسطيني"، دراسة.[3]

- "لباس الرجل والمرأة"، مجلة الحقيقة، غزة.[3]

- "جدار الفصل العنصري"، جريدة الأسبوع الأدبي الصادرة عن اتحاد الكتاب العرب، دمشق.[3]

- "الثورة العربية في فلسطين"، مخطوط.[3]

- "الثورة العربية الكبرى في شرق الأردن"، رام الله.[3]

- "ما يرويه الذيب عن الوضع المريب"، عن دار فضاءات للنشر والتوزيع في عمان.[3]

- "الذئب في الشعر والتراث العربي"، صدر في عمان في مايو 2008، عن أمانة عمان ودار فضاءات للنشر والتوزيع،[11] ويقع الكتاب في 206 صفحة، وكتب مقدمة الكتاب الكاتب الفلسطيني الأردني جاسر علي العناني الذي قال في المقدمة "لم يفاجأني عايد عمرو بهذا الاستعراض الشيق والمفيد لموقع الذئب في أدب العرب وأشعارهم وأساطيرهم".[12][13]

## وفاته
تُوفي عايد عمرو في مستشفى الشيخ زايد في مدينة رام الله فجر يوم السبت 6 ديسمبر 2008 إثر إصابته بنوبة قلبية.
نعاه الكثير من الكُتاب والأدباء الفلسطينيين والعرب، كما نعته وزارة الثقافة الفلسطينية والاتحاد العام للكتاب والأدباء الفلسطينيين وبيت الشعر الفلسطيني ومؤسساتٍ فلسطينية أخرى.

## تكريمه
تكريمًا لعايد عمرو وإسهاماته الأدبية فقد أطلقت وزارة الثقافة الفلسطينية اسمه على جناح المقهى الثقافي في معرض فلسطين الدولي العاشر للكتاب عام 2016. كما أن الاتحاد العام للكتاب والأدباء الفلسطينيين يُحيي ذكرى رحيله بندواتٍ استذكارية.

## قالوا عنه
من أبرز ما قالوا عن عايد عمرو:
- الشاعر الفلسطيني مراد السوداني: «لا يصح المشهد الثقافي إلا به، فهو واحد من الذين قاموا بالعديد من الإنجازات لصلاح الثقافة الفلسطينية، واجترحوا الكثير من المسارات المهمة، فعايد واحد ممن قاموا بتأصيل الوعي في المشهد الثقافي الفلسطيني برمته، واستطاع أن يكون باقتدار واحدًا من سدنة التراث وتدوين الرواية الشفهية لمعارك الثورة والأدب الفلسطيني، جاب المنافي وعاد إلى أرض الوطن.. خسرنا الكثير برحيل "الذيب"».[2]

- الشاعر الفلسطيني عبد السلام العطاري: «عمرو المختلف في شكله ومضمونه ولغته ونقده تفرد بذلك واجتمع معنا بالكثير من الأحلام التي كان يريدها في الفعل الثقافي الفلسطيني».[2]

- القاص الفلسطيني زياد خداش: «مات "الذيب" وهو ممتلئ بالطموح والحياة والمشاريع.. اشتقت إلى عايد».[2][21]

- الشاعر الفلسطيني المتوكل طه: «عايد كان يتميز عن بقية الكتاب بتواضعه وقربه الشديد من الجميع، وهو مناضل جمع بين النضال الوطني والعمل الإبداعي والثقافي، كان يصر على الحياة التي خذلته.. لنبقي أثر هذا الرجل الطيب والمبدع حاضرًا».[2]

- الكاتب الفلسطيني حسن البطل: «مات رجل رائع ومثقف حقيقي، انطفأت جمرة ابتسامته وتجمد الحديد الذائب على صفحة وجهه».[22][23]

- الأديب الأردني نزيه أبو نضال: «كان عايد ساخرًا من نوع خاص.. فهو يمارس كتابته الساخرة بالكثير من الغضب».[9]

- الشاعر الفلسطيني الأردني موسى حوامدة: «أيها الذئب الشريد والشارد، القاطع فيافي الزمان، القابض على قلب يحتوي العالم.. وفي قلوب محبيك لن تتبدل صورة الذئب المتلهف للحياة».[24]

- الكاتب الأردني خالد أبو الخير: «اشتاق إليك يا عايد، وأتعبني الشوق. اشتاق إليك ويا حسرتي حين أقلب وجهي في كل الوجوه، فلا أرى غمرًا كغمرك».[25]

- الكاتب الصحفي الفلسطيني حافظ البرغوثي: «كان عايد آخر الأوفياء وكأنه حمل جثة الوفاء معه إلى السماء».[20]

## وصلات خارجية
- عايد عمرو على موقع المكتبة المفتوحة (الإنجليزية)